# 多姆-拉默斯多夫
多姆-拉默斯多夫是德国莱茵兰-普法尔茨州的一个市镇。总面积4.54平方公里，总人口175人，其中男性86人，女性89人（2011年12月31日），人口密度39人/平方公里。